# 森田勝治
森田 勝治（もりた かつじ、1941年（昭和16年）1月31日-2006年（平成18年）3月20日）は日本の実業家。テレビ和歌山社長。

## 略歴
1941年（昭和16年）1月13日、和歌山県に生まれる。法政大学社会学部を卒業する。
日置川開発取締役を経て、1973年（昭和48年）にテレビ和歌山に入社する。営業部長、総務部長、業務局長、取締役、常務を経て、1985年（昭和60年）に専務、1998年（平成10年）に社長に就任する。
2006年（平成18年）3月20日、心不全のためテレビ和歌山本社で死去、65歳。

## 参考
- 『現代物故者事典 2006-2008』（日外アソシエーツ、2009）
- 森田勝治氏死去 テレビ和歌山社長